# 大容山国家森林公园
大容山国家森林公园位于广西壮族自治区玉林市北流市。大容山，古代又名嵱，是容县，兴业，桂平交界处的一座山脉。该公园原为广西玉林市大容山林场管辖，于1996年7月经广西批准其为省级森林公园后，2003年12月，国家批准其为国家森林公园。最高峰1275米，为玉林市最高峰。

## 主要景点
九瀑谷溯溪，天湖景点，莲花山庄景点。

## 景区特色
以南亚热带常绿阔叶林为主的森林草地景观。

## 最高峰经纬度
```
22°51'36.43"北  110°12'11.85"东
```